# غوستاف ليبرشت فلوجل
غوستاف ليبرشت فْلوجِل (بالألمانية: Gustav Leberecht Flügel)‏ (1217 - 1287 هـ / 1802 - 1870 م) هو مستشرق ألماني.
من اثاره: «تاريخ العرب» في ثلاثة مجلدات: درسدن وليپتسك، 1832، 1838، 1840 م.